# صبا كريم
صبا كريم (14 نوفمبر 1967 - ) هو لاعب كريكت هندي. شارك مع منتخب الهند الوطني للكريكت.

## وصلات خارجية
- صبا كريم على موقع إي آس بي آن كريك إنفو (الإنجليزية)